# Niagara Falls (Ontario)
Niagara Falls és un municipi d'Ontario, al Canadà. A més de la seva fama turística, les cascades del Niàgara també són una vila important amb una rica història.

## Situació

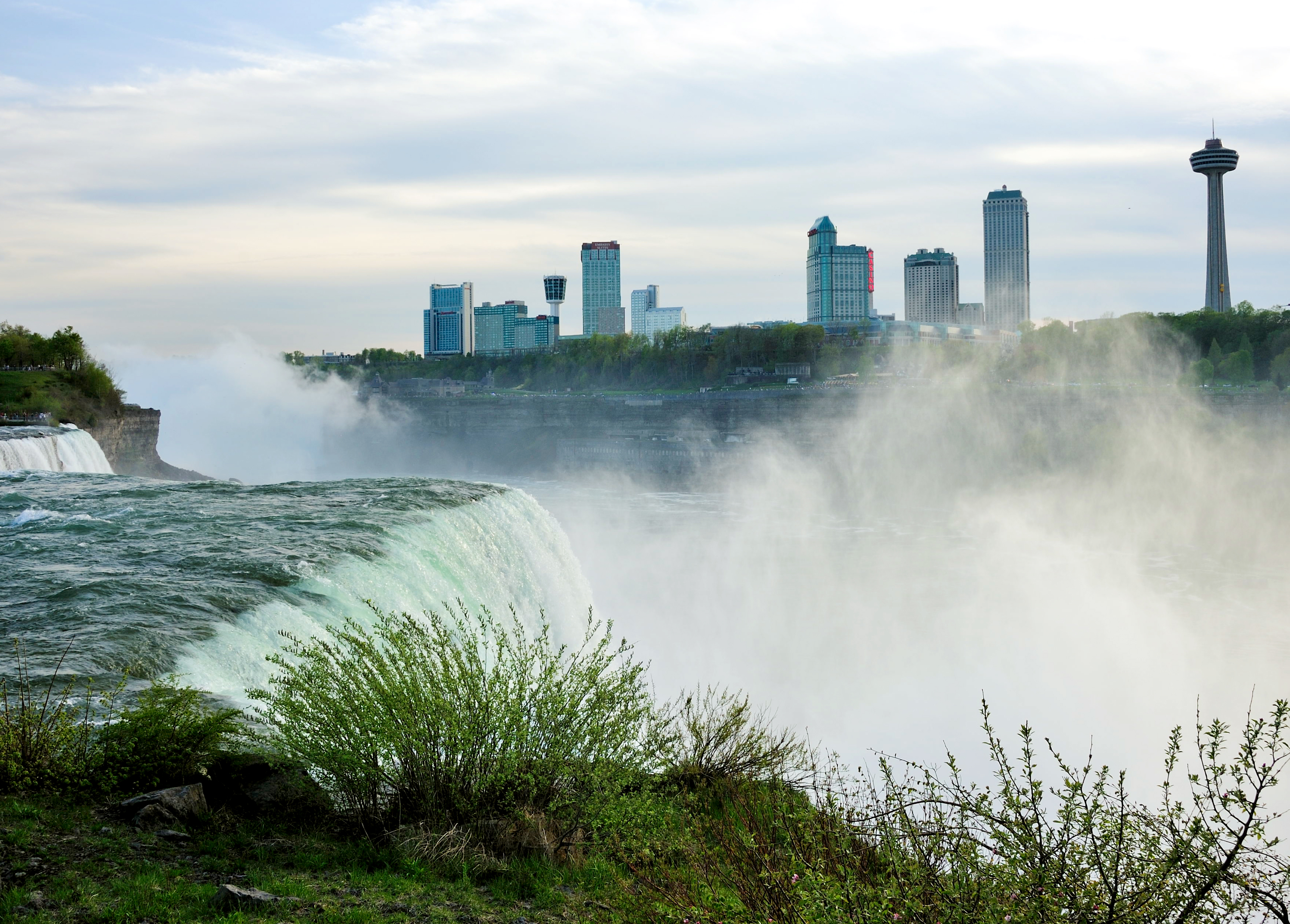
Centre de les cascades del Niàgara

Niàgara Falls es troba a la riba oest del Riu Niàgara. A l'altre costat del riu hi ha la seva ciutat germana, Niagara Falls, a l'Estat de Nova York.
Niagara Falls està dominada per les famoses cascades del Niàgara en el riu del mateix nom, que flueixen des del llac Erie al sud fins al Llac Ontario al nord. Aquest majestuós espectacle atrau cada any centenars de milers de turistes.
Al costat d'Ontario, el Queen Victoria Park ofereix una fantàstica vista gratuïta de les cataractes i la il·luminació del vespre les destaca. Les cascades també són admirades des de torres de diversos pisos, vaixells, helicòpters, ponts, telefèrics i un túnel sota les cascades.
Una zona turística anima els turistes a allargar la seva estada i augmentar l'atractiu de la ciutat. Ven tot el necessari per fotografiar cada gota d’aigua i totes les diversions per als turistes. Cada vegada més, les cascades del Niàgara també són conegudes pel seu casino, el Casino Niàgara. També hi ha un parc d’atraccions centrat en espectacles aquàtics, el Marineland del Canadà.

## Història

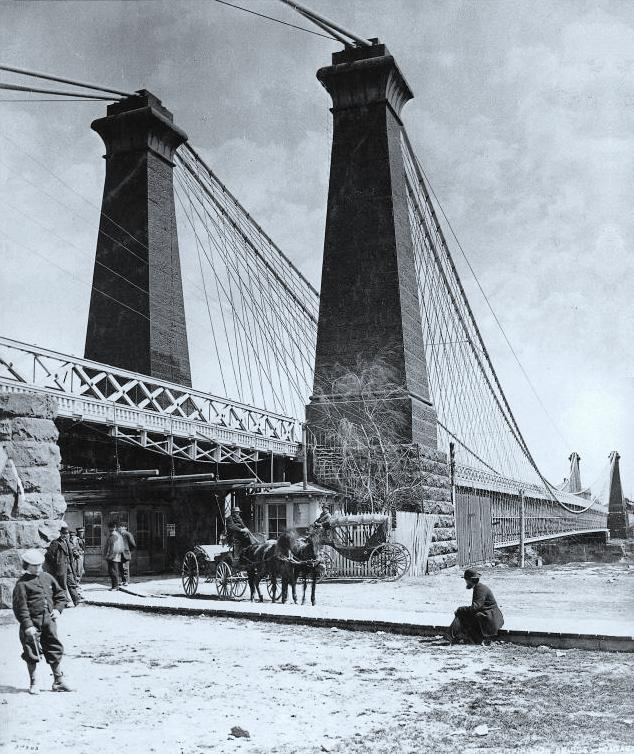
Pont penjant, 1869

Abans de ser anomenada Niagara Falls, aquesta ciutat portava el nom de Drummondville. El poble de Drummondville va ser fundat a l'Alt Canadà el 1800.
El 1881, la ciutat de Drummondville va canviar el seu nom pel municipi de Niagara Falls.
L'any de la constitució de la ciutat és el 1903.
El 1904 es van fusionar tres ciutats, Niagara Falls, Clifton i Elgin, per formar la ciutat de Niagara Falls.

## Demografia
| 2001  | 2006  | 2011  | 2016  |
| ----- | ----- | ----- | ----- |
| 78815 | 82184 | 82997 | 88071 |

### Personalitats vinculades a la ciutat

#### Naixements
- El jugador d’hoquei sobre gel Derek Sanderson va néixer allà el 1946.
- Denis Levasseur, actor, va néixer allà el 1956.
- Chris Haslam, skateboarder, va néixer allà el 1980.
- Joel Thomas Zimmermann, DJ conegut amb el pseudònim de Deadmau5, va néixer allà el 1981.
- Sarah Rotella, directora artística, va néixer allà el 1986.
- Isabelle Rezazadeh, DJ coneguda amb el pseudònim de Rezz, va néixer allà el 1995.
- Christian Distefano, actor, va néixer allà el 2005.